# Ioan Sandu
Ioan Sandu (Ionășeni, 19 febbraio 1900 – Ștefăneștii de Jos, 23 giugno 1944) è stato un militare e aviatore rumeno, che fu comandante del Grupul 3 vânătoare e del Grupul 1 vânătoare della Forțele Aeriene Regale ale României durante la seconda guerra mondiale, conseguendo 9 vittorie aeree confermate. Fu il pilota rumeno più alto in grado ad essere ucciso in combattimento nel corso del conflitto.

## Biografia
Nacque a Ionășeni, distretto di Botoșani, il 22 febbraio 1900.  Proveniente dalla fanteria entrò nella Scuola d'aviazione della Forțele Aeriene Regale ale României, con il grado di sottotenente e conseguendo il brevetto di pilota nel 1923. L'anno successivo fu promosso tenente e ottenne il brevetto di osservatore dall'aeroplano. Frequentò successivamente la Scuola caccia di Buzău, dove volò sui Morane-Saulnier MS.129, sugli Blériot-SPAD S.61 e sui Fokker. Effettuò esercitazioni di tiro a Mamaia, partecipò alla grandi manovre militari del 1930, e l'anno successivo ottenne il brevetto di istruttore di volo. Tra il 1937 e il 1938 prestò servizio presso il comando della FARR, lavorando parallelamente presso la Sezione aeronautica della Scuola Politecnica. Il 1 aprile 1939 fu nominato ufficiale di stato maggiore continuando nel contempo a volare sui caccia PZL P.11B. Fino all'inizio della campagna per la riconquista della Bessarabia prestò servizio come comandante dell'Ufficio di intelligence dove furono sviluppati i piani operativi per le prime azioni aeree sul fronte orientale. Su sua richiesta fu trasferito ai reparti di volo, assegnato come comandante al Grupul 3 vânătoare della Flotila 3 vânătoare. Questo gruppo caccia, formato da giovani piloti senza esperienza e dotato di equipaggiamento obsoleto, partì il 18 giugno 1941 per schierarsi presso il campo d'aviazione di Vaslui. A partire dal 22 giugno prese parte alle operazioni belliche contro l'Unione Sovietica, Operazione Barbarossa, raggiungendo Odessa da dove effettuò missioni di protezione e sorveglianza delle coste del Mar Nero. Suddivise il gruppo schierando una squadriglia a Odessa, una a Jibrieni e una a Cetatea Albă rendendo così possibile coprire e proteggere i convogli di navi che transitavano lungo la costa della Bessarabia e della Dobrugia. In quel periodo curò anche la transizione del gruppo caccia dai PZL P.11 ai più moderni IAR 80. Il 1 gennaio 1942 fu nominato comandante della base aerea di Târgșor e in seguito assistente tattico del comandante del 2° Stormo caccia (Fotilei 2 vânătoare). Alla fine del 1943 aveva totalizzato 1.020 ore di volo e fu mandato a comandare il neocostotuito Grupul 1 vânătoare, costituitosi nel dicembre 1943 a Roșiorii de Vede. In pochi mesi addestrò il reparto che, a partire dal 4 aprile 1944, fu impegnato in combattimento contro gli aerei dell'USAAF. Dopo una breve interruzione degli attacchi aerei sulla Romania essi ripresero il 23 giugno quando 500 aerei nemici furono avvistati alle 9:02 sul Danubio. Il suo gruppo caccia era già in stato di massima allerta dalle 7:50 al fine di dare modo a tutti i velivoli posti a difesa del territorio nazionale di alzarsi in volo entrò 60 minuti.
Duecentotrenta aerei nemici arrivarono su Ploiești in tre ondate successive, provenienti da sud-nord, a una quota di 6.500-7.000 metri accompagnati dai caccia di scorta che volavano a quote varie, superiori o inferiori. Tra caccia North American P-51 Mustang, volando a un'altezza inferiore ai 100 m, attaccarono l'aeroporto di Târgșor utilizzando le armi di bordo. A causa della presenza della nebbia artificiale i bombardieri non riuscirono a colpire gli obiettivi loro assegnati, le raffinerie di petrolio, colpendo però la Stazione Ferroviaria Sud e la fabbrica Concordia, incendiarono un oleodotto vicino alla stazione ferroviaria di Dâmbu e un'autocisterna piena di benzina. 
Il Grupul 1 vânătoare decollò con 19 aerei, mentre l'artiglieria contraerea rumena e tedesca sparava a pieno regime tanto da abbattere sei aerei. I velivoli del Grupul 1 vânătoare, impegnarono combattimento ed egli riuscì a conseguire una vittoria prima che il suo IAR 81C fosse a sua volta colpito precipitando in fiamme. Lanciatosi con il paracadute fu ucciso mentre scendeva verso terra da un pilota americano.

### Fonti
1. 1 2 3 4 5 6 7 8 9 10 11 12 13 14 15 16 17 18 19 20 21 22 23  Iar80flyagain.
2. 1 2 3  Worldwar2.
3. ↑  Bernád 2003, p. 89.
4. 1 2  Bernád 2003, p. 50.